# Hershey's

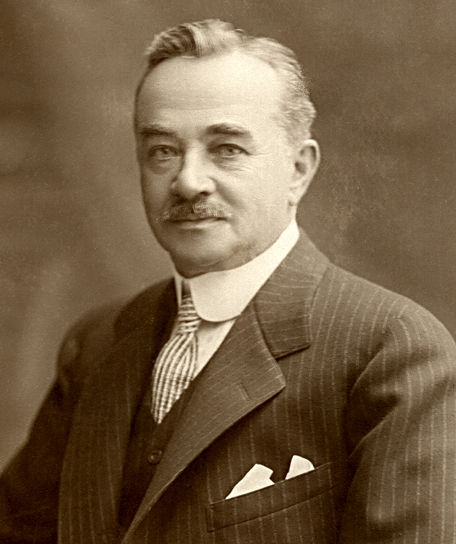
Milton S. Hershey (1910)

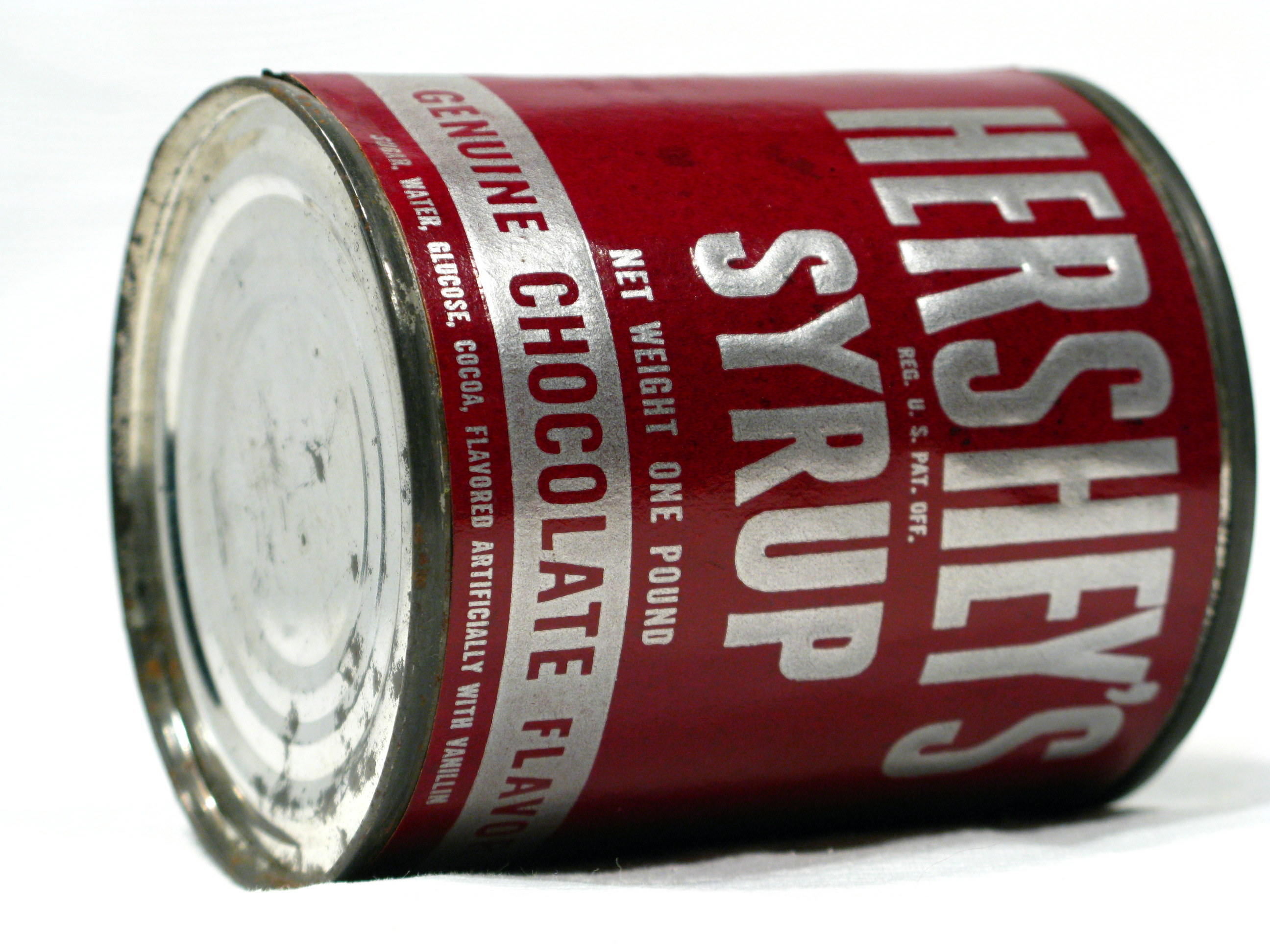
Hershey's Syrup, jaren vijftig

Hershey's (The Hershey Company) is een van de bekendste producenten van chocolade van de Verenigde Staten. Tot april 2005 heette het bedrijf nog Hershey Food Corporation. Het hoofdkantoor staat in Hershey, een dorpje in Pennsylvania dat op sommige dagen door de geur van chocolade wordt overheerst.

## Geschiedenis
Na een leertijd bij een banketbakker uit Lancaster in 1873, opende Milton S. Hershey een snoepwinkel in Philadelphia. Het was geen zakelijk succes en een daaropvolgende winkel in Chicago ook niet. Na een derde mislukte zakelijke poging in New York keerde Hershey terug naar Pennsylvania, waar hij de Lancaster Caramel Company oprichtte in 1883. Hershey richtte in 1894 de Hershey Chocolate Company op, het was een bedrijfsonderdeel van de Lancaster Caramel Company. Hij verkocht in 1900 het karamelbedrijf, maar behield Hershey's, omdat hij de vooruitzichten voor chocoladeproducten beter vond. Hershey's is een van de oudste producenten van chocolade in de Verenigde Staten.
In 1903 bouwde hij zijn eerste chocoladefabriek in zijn geboorteplaats Derry Church, het latere Hershey. Voor de arbeiders bood Hershey vrijetijdsactiviteiten en creëerde wat later Hersheypark zou worden. In 1907 introduceerde hij een nieuwe lekkernij, een hapklaar stukje chocolade die hij Hershey's Kiss noemde. 
Kort voor de Tweede Wereldoorlog sloot Bruce Murrie, zoon van William Murrie en een langzittende bestuursvoorzitter van Hershey's, een deal met Forrest Mars om harde, met suiker bedekte chocolade te creëren die M&M's zou worden genoemd (naar Mars en Murrie). Murrie had een belang van 20% in het product, dat tijdens de rantsoenering van de Tweede Wereldoorlog Hershey-chocolade gebruikte. In 1948 nam Mars het minderheidsbelang van Murrie over en Mars werd een van Hershey's belangrijkste concurrenten.
In 1969 kreeg Hershey's een licentie van het Britse bedrijf Rowntree's om KitKat en Rolo in de Verenigde Staten te produceren en op de markt te brengen. Zelfs nadat Nestlé Rowntree's had overgenomen in 1988, bleef de licentie overeenkomst bestaan en blijft Hershey's de twee producten op de Amerikaanse markt brengen.
In 2009 nam Hershey's de consumentenactiviteiten van Van Houten in Singapore over van Barry Callebaut. De laatste blijft wel actief in de zakelijke markt, maar Hershey's kreeg het recht op het gebruik van de Van Houten merknaam om chocoladeproducten te verkopen in Azië, het Midden-Oosten en Australië en Nieuw-Zeeland.
In 2016 was het bedrijf onderwerp van een overname door concurrent Mondelēz International. Na twee biedingen gaf Mondelēz de poging op. De familie Hershey, met 81% van het stemrecht in handen, wilde pas bij een bod van US$ 125 dollar per aandeel praten. Mondelēz bood in juni US$ 107 en had medio augustus gezegd bereid te zijn het bod te verhogen naar US$ 115. Dit laatste zou neerkomen op een totale waarde van US$ 25 miljard voor het hele bedrijf. De combinatie van de twee had marktleider Mars naar de tweede plaats verdrongen en het zou ook de grootste snoepproducent in de wereld zijn geworden.

## Activiteiten
Hershey's is een grote Amerikaanse fabrikant van zoetwaren zoals chocolade, snoep en snacks. De producten worden onder 90 merknamen verkocht in ongeveer 80 landen wereldwijd. Enkele bekende merknamen zijn Hershey’s, Reese’s, Kisses, Cadbury, KitKat, Payday, Rolo, Ice Breakers, Breath Savers en Bubble Yum kauwgom. In 2023 realiseerde het een omzet van 11,2 miljard dollar, waarvan meer dan 90% in de Amerikaanse thuismarkt.
Er zijn twee aandelenklasse, de gewone aandelen aandelen hebben een beursnotering en de B-aandelen niet. De gewone aandelen hebben één stemrecht per aandeel en de B-aandelen 10 stemrechten. Het verschil in stemrecht wordt enigszins gecompenseerd door een hoger dividend, de gewone aandelen ontvangen 10% meer dividend dan de houders van de B-aandelen. De B-aandelen zijn in handen van de Hershey Trust Company.